# Titularerzbistum Mitylene
Mitylene (ital.: Mitilene (Mytilene)) ist ein Titularerzbistum der römisch-katholischen Kirche.
Es geht zurück auf ein früheres Bistum in der Stadt Mytilini auf der griechischen Insel Lesbos in der römischen Provinz Asia bzw. in der Spätantike Insulae.

## Griechische Bischöfe und Erzbischöfe von Mitylene
- Evagrio (?–359 abgesetzt)
- Tallo (nach 363)
- Lobrede?  (in 413 erwähnt)
- John (in 431 erwähnt)
- Florenzio (vor 449–nach 451)
- Eunoio (in 459 erwähnt)
- Zaccaria (in 536 erwähnt)
- Cristodolo (zweite Hälfte des 7. Jahrhunderts)
- Gregorio (vor 680 – nach 681)
- Sisinnio (vor 691 – nach 692)
- George I (erste Hälfte des 8. Jahrhunderts)
- Damiano (in 787 erwähnt)
- Michele I (VIII / IX Jahrhundert)
- St. Georg II. (zwischen 804 und 815 zurückgetreten)
- Leo (815–vor 843)
- St. Georg III. (zwischen 843 und 845/6)
- Michael II (zur Zeit des Patriarchen Photius)
- Basilio (im Jahre 879 erwähnt)
- Thomas I (zweite Hälfte des 10. Jahrhunderts)
- Thomas II (elftes Jahrhundert)
- Neilo?  (erste Hälfte des elften Jahrhunderts)
- Konstantin (erwähnt 1054)

## Lateinische Erzbischöfe
- John (ca. 1205 – 20. April 1240 verstorben)
- Philip (11. Juli 1345 – ?)
- John, OP (5. Dezember 1353 – ?)
- Arnaldo di Molendino, O. Carm.  (15. November 1375 – ist zum Bischof Nazarotensis ernannt)
- Ludovico de Monari, OFM (3. Juli 1405 –?)
- Giovanni de Marra (verstorben)
- Angelo Fortis, OP (19. Januar 1405 –?)
- Stephen von Florenz (20. Mai 1412 – 23. Dezember 1429 zum Erzbischof von Theben ernannt)
- Angelo
- Ughetto di Valenza, OP (26. September 1431 – ?)
- Doroteo (1439 –)
- Leonardo di Chio, OP (1. Juli 1444 – ?)
- Benedikt, OSB (3. Dezember 1459 – ?)
- Genesis (27. Mai 1482 – ?)
- Daniele di Birago (5. Juli 1489 – 1495 verstorben)

## Titularerzbischöfe
| Titularerzbischöfe von Mitylene |                                                              |                                                                  |                   |                   |
| Nr.                             | Name                                                         | Amt                                                              | von               | bis               |
| 1                               | Niccolò Serra                                                | Apostolischer Nuntius in Polen                                   | 14. Januar 1754   | 1. Dezember 1766  |
| 2                               | Patrick Everard                                              | Koadjutorerzbischof von Cashel-Emly (Irland)                     | 4. Oktober 1814   | 15. Dezember 1820 |
| 3                               | Domenico Genovesi                                            | Sekretär der Kongregation für Ablässe und die heiligen Reliquien | 17. Dezember 1832 | 8. Januar 1835    |
| 4                               | Manuel Bento Rodrigues da Silva                              | Weihbischof in Lissabon (Portugal)                               | 24. November 1845 | 15. März 1852     |
| 5                               | Domingos José de Sousa Magelhães                             | Weihbischof in Lissabon (Portugal)                               | 7. März 1853      | 19. Februar 1872  |
| 6                               | António José de Freitas Honorato                             | Weihbischof in Lissabon (Portugal)                               | 25. Juli 1873     | 9. August 1883    |
| 7                               | António Mendes Bello                                         | Weihbischof in Lissabon (Portugal)                               | 24. März 1884     | 13. November 1884 |
| 8                               | João Rebello Cardoso de Menezes                              | Weihbischof in Lissabon (Portugal)                               | 13. November 1884 | 14. März 1887     |
| 9                               | Gaudêncio José Pereira                                       | Weihbischof in Lissabon (Portugal)                               | 14. März 1887     | 1. Juni 1888      |
| 10                              | Manuel Baptista da Costa (Manuel Baptista da Costa da Cunha) | Weihbischof in Lissabon (Portugal)                               | 1. Juni 1888      | 23. Mai 1899      |
| 11                              | Manuel Vieira de Matos                                       | Weihbischof in Lissabon (Portugal)                               | 22. Juni 1899     | 2. April 1903     |
| 12                              | José Alves de Mattos                                         | Weihbischof in Lissabon (Portugal)                               | 25. Juni 1903     | 9. Dezember 1915  |
| 13                              | João Evangelista de Lima Vidal                               | Weihbischof in Lissabon (Portugal)                               | 9. Dezember 1915  | 23. Mai 1923      |
| 14                              | António Joaquim Pereira                                      | Weihbischof in Lissabon (Portugal)                               | 18. Dezember 1924 | 1926              |
| 15                              | Manuel Gonçalves Cerejeira                                   | Weihbischof in Lissabon (Portugal)                               | 23. März 1928     | 18. November 1929 |
| 16                              | Ernesto Sena de Oliveira                                     | Weihbischof in Lissabon (Portugal)                               | 27. Mai 1931      | 17. Juni 1944     |
| 17                              | Emanuele Trindade Salgueiro                                  | Weihbischof in Lissabon (Portugal)                               | 14. März 1949     | 20. Mai 1955      |
| 18                              | Manuel Dos Santos Rocha                                      | Weihbischof in Lissabon (Portugal)                               | 23. März 1956     | 14. Dezember 1965 |
| 19                              | António de Castro Xavier Monteiro                            | Weihbischof in Lissabon (Portugal)                               | 3. Februar 1966   | 1. Juli 1972      |
| 20                              | Júlio Tavares Rebimbas                                       | Weihbischof in Lissabon (Portugal)                               | 1. Juli 1972      | 3. November 1977  |
| 21                              | Maurílio Jorge Quintal de Gouveia                            | Weihbischof in Lissabon (Portugal)                               | 21. März 1978     | 17. Oktober 1981  |